# Znojmo
Znojmo (německy Znaim) je moravské město v okrese Znojmo a obec s rozšířenou působností v Jihomoravském kraji na levém břehu řeky Dyje. Leží 65 kilometrů jihozápadně od Brna a 83 kilometrů severozápadně od Vídně. Hranice s Rakouskem probíhá devět kilometrů jižně od centra města. Na území města žije přibližně 34 tisíc obyvatel. Ve znojemské sídelní aglomeraci včetně přilehlých samostatných obcí žije přes 40 tisíc obyvatel. Je druhým největším městem Jihomoravského kraje a historickým centrem jihozápadní Moravy. Starostou města Znojma je od roku 2024 František Koudela (ODS).
Až do roku 2002 bylo Znojmo okresním městem správního okresu Znojmo. Za Rakouska-Uherska a za první Československé republiky bylo do roku 1928 také městem statutárním. Jedná se o vinařské město ve vinařské oblasti Morava, podoblasti Znojemské (viniční tratě Kraví hora, Načeratický kopec, Pod lesem, Třešňovka, Hajden, U sv. Urbana, Horní Leska, Křivánky, Za křížem, Gránice, Rajská vinice).
Sousedními obcemi sídla jsou Kravsko, Citonice, Strachotice, Podmolí, Dobšice, Chvalovice, Dyje, Havraníky, Nový Šaldorf-Sedlešovice, Tasovice, Mašovice, Suchohrdly, Únanov, Vrbovec, Plenkovice, Žerůtky, Hluboké Mašůvky a Kuchařovice.

## Název
Jméno je poprvé doloženo ve 12. století v podobě Znojem (zapisováno Znoiem, Znoyem, Znogem a podobně) a vztahovalo se k místnímu hradu. Jde o ojedinělé jméno nemající obdoby v okolních zemích a jeho původ je nejasný. Nejčastěji se jako o jeho zdroji uvažuje o praslovanském znojь ("žár"), není však jasné, jakými slovotvornými postupy by od něj mělo být odvozeno výsledné jméno. Vzhledem ke starobylosti osídlení místa může být původ jména předslovanský (například germánský).

## Geomorfologie a geologie

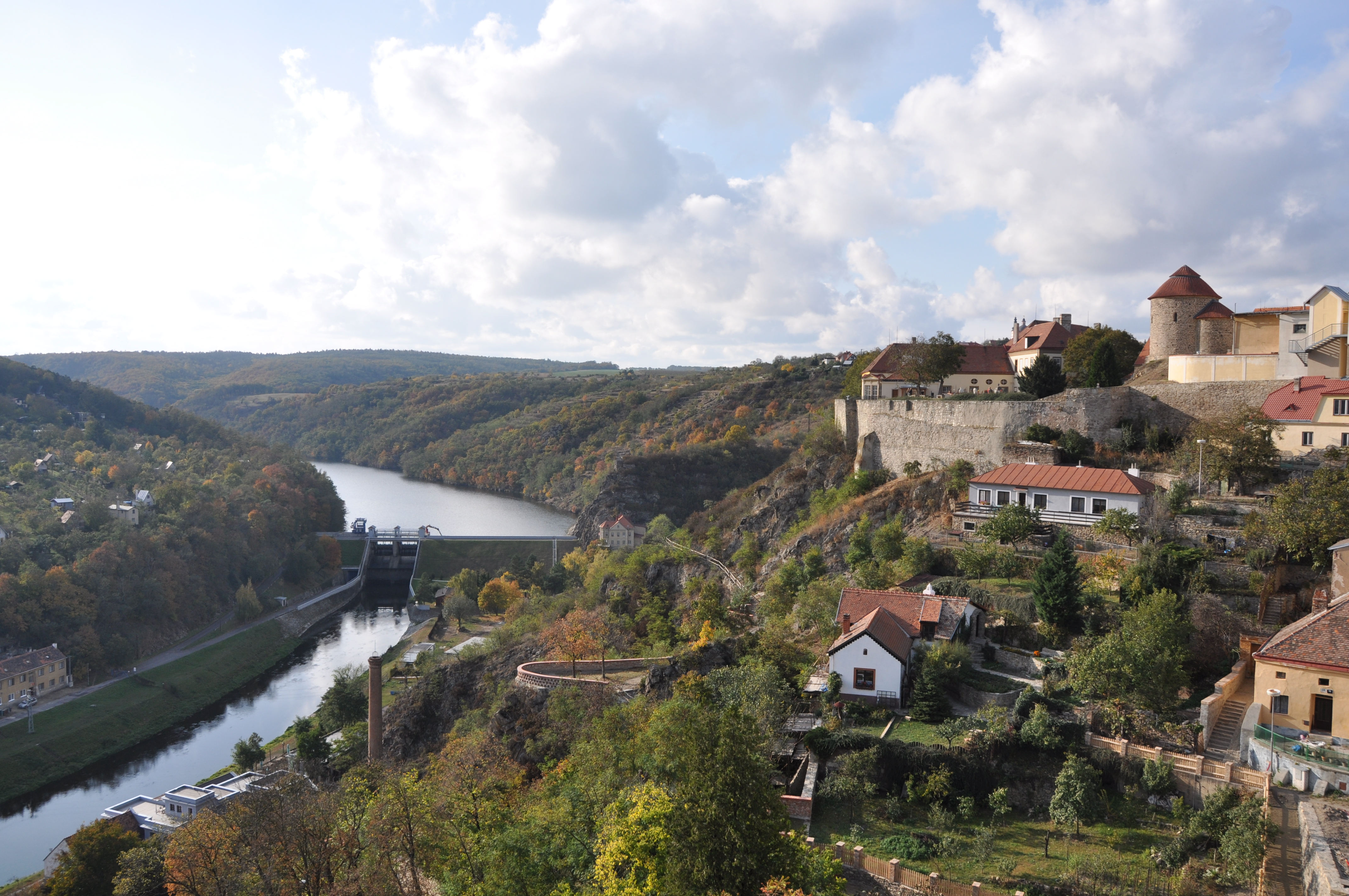
Pohled na přehradu Znojmo, vpravo rotunda Svaté Kateřiny

Z pohledu geomorfologického členění leží Znojmo na rozhraní Hercynského (provincie Česká vysočina) a Alpsko-himálajského systému (provincie Západní Karpaty), tedy na hranici geomorfologických celků Jevišovická pahorkatina (výrazná většina území) a Dyjsko-svratecký úval (jihovýchod; části městských částí Načeratice, Derflice a Popice). Podcelkem Jevišovické pahorkatiny zahrnující jádro města je Znojemská pahorkatina, konkrétně její jižní část. Oblast vodní nádrže Znojmo a Národního parku Podyjí leží v Šatovské pahorkatině, v intravilánu vlastního města Znojma se pak na východ a na sever rozevírá Znojemská kotlina.

## Historie

### Historie do třicetileté války

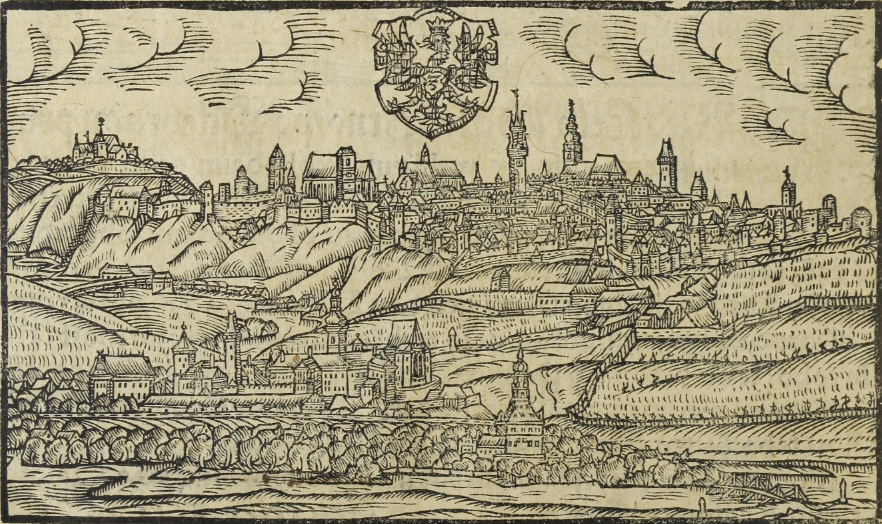
Znojmo na vedutě Jana Willenberga z roku 1593

Prostor města byl osídlen již v době prehistorické. Od 8. století našeho letopočtu se na skalním ostrohu naproti dnešního centra města a hradu rozkládalo rozsáhlé velkomoravské hradiště (nynější část města Hradiště), které střežilo brod přes řeku Dyji vzdálený asi 900 m, kudy procházela obchodní cesta z Čech přes západní Moravu do Podunají. Uvnitř hradiště, které v 8. až 10. století ovládalo rozsáhlou oblast dnešní jihozápadní Moravy a přilehlé části Dolního Rakouska, byl ve velkomoravském období vystavěn patrně již působením prvních křesťanských misií z bavorského Pasova kostelík (rotunda) sv. Hippolyta. Existence druhého kostela je zatím větší částí akademické obce zpochybňována. Existovalo zde také rozsáhlé pohřebiště, objevené v roce 2007 a nadále intenzivně zkoumané. Staromoravské Znojmo (Hradiště) bylo někdy v polovině 10. století poničeno Maďary, život zde byl ale záhy již na přelomu 1. a 2. tisíciletí obnoven. Po dobytí Moravy českými Přemyslovci (1019/1029) bylo první správní centrum zřízeno právě na Hradišti. Nový přemyslovský hrad byl vybudován blíže ke strategickému říčnímu brodu na protější straně Gránického údolí za vlády knížete Konráda I. Brněnského a jeho syna Litolda Znojemského.
Zdánlivá první písemná zmínka o Znojmě se nachází v listině datované do roku 1048, která však byla padělkem, jíž měl český kníže Břetislav I. založit proboštství v Rajhradě; mezi svědky byl uveden znojemský kastelán Markvart. Po smrti knížete Břetislava připadlo Znojemsko jeho synu Konrádovi I. Nejpozději po roce 1092 vzniklo samostatné přemyslovské údělné knížectví zvané znojemský úděl. Za Konrádova syna Litolda se na znojemském hradě razily i první mince – znojemské denáry. Na předpolí hradu vznikly předměstské osady s dominantami kostelů svatého Michala a svatého Mikuláše.

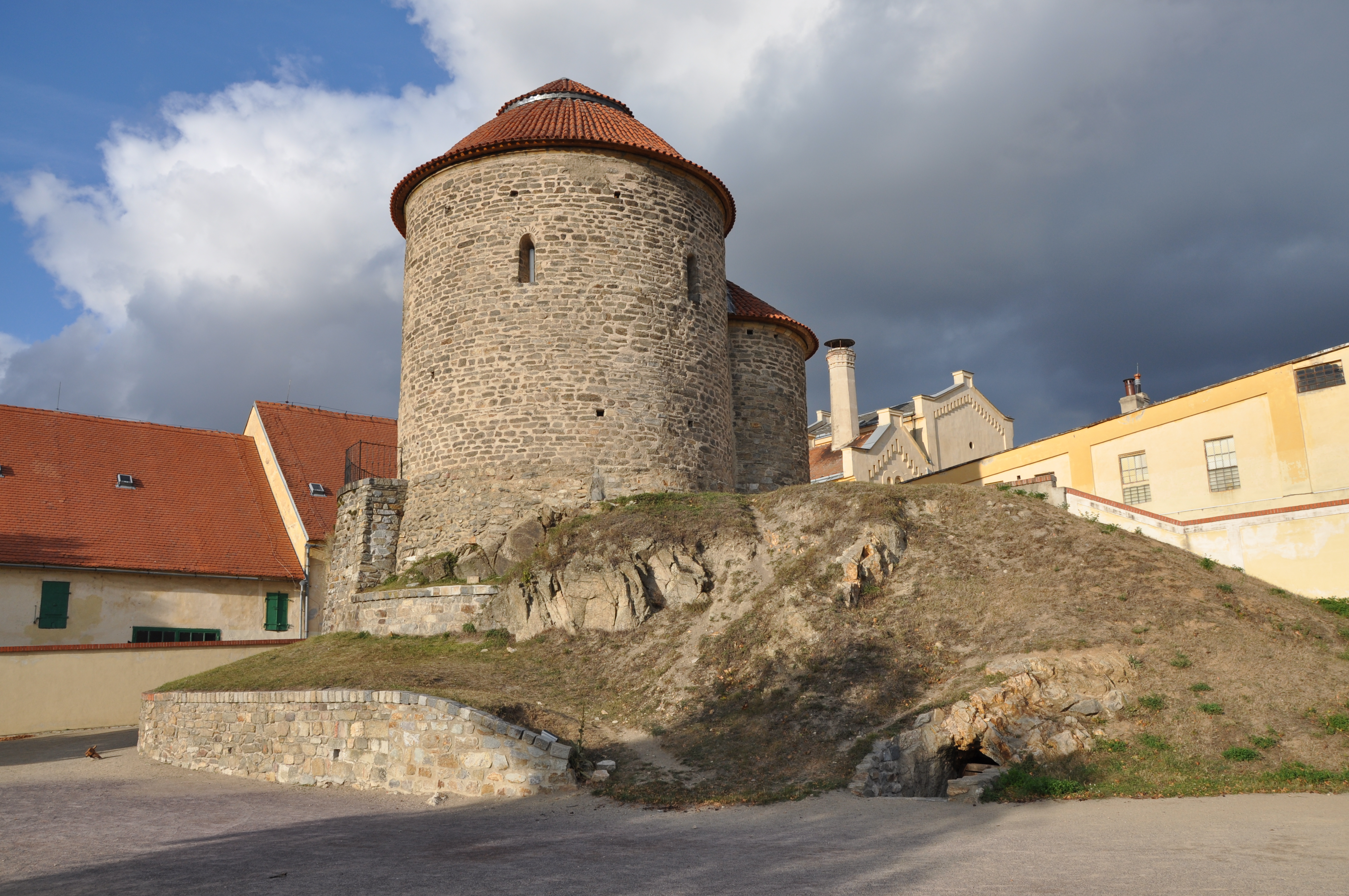
Rotunda svaté Kateřiny z konce 11. století

Nejvýznamnější ze znojemských Přemyslovců Konrád II. Ota, který postupně ovládl celou Moravu a nakonec se stal i knížetem v Čechách, založil v roce 1190 premonstrátský klášter v Louce, který stojí jižně od historického středu města. V letech 1222–1226 bylo Znojmo Přemyslem Otakarem I. jako první na jižní Moravě povýšeno na královské město a opevněno silnými hradbami, které se z velké části dochovaly dodnes. Velký rozkvět Znojma nastal ve 13. a 14. století, kdy Znojmo mělo již dlážděné ulice, vodovod a dva špitály. Roku 1240 daroval král Václav I. proboštství svatého Hippolyta na Hradišti společenství špitálních bratří a sester u svatého Františka v Praze, vzniklému z iniciativy svaté Anežky České, sestry krále Václava, z něhož se zanedlouho vytvořil rytířský řád křižovníků s červenou hvězdou.
V bezprostřední blízkosti hradu založil král Václav I. klášter minoritů (1226–1239), později zde vznikl i klášter klarisek (1271–1274). Po bitvě na Moravském poli (26. srpna 1278) byl v minoritském klášterním kostele Nanebevzetí Panny Marie pohřben český král a moravský markrabě Přemysl Otakar II. (1279). V roce 1296 přenesl Václav II. pozůstatky svého otce do chrámu svatého Víta v Praze. V lednu 1307 se u znojemských minoritů sešli český král Rudolf Habsburský a jeho otec, římskoněmecký král Albrecht I., aby zde vyhlásili nový řád posloupnosti panovníků na českém trůnu. Ten však kvůli brzké Rudolfově smrti a odlišné vůli české šlechty nikdy nevešel v platnost. Za vlády krále Jana Lucemburského bylo město několikrát dáno do zástavy vévodům rakouským. V roce 1404 bylo jako bašta stoupenců moravského markraběte Prokopa Lucemburského po dva měsíce neúspěšně obléháno vojsky rakouského vévody Albrechta IV. a uherského krále Zikmunda Lucemburského. V době husitských válek v první polovině 15. století zůstalo město katolické a stálo na straně českého krále a římského císaře Zikmunda. Jeho smrtí ve Znojmě 9. prosince 1437 vymřela dynastie Lucemburků.

### Historie po třicetileté válce

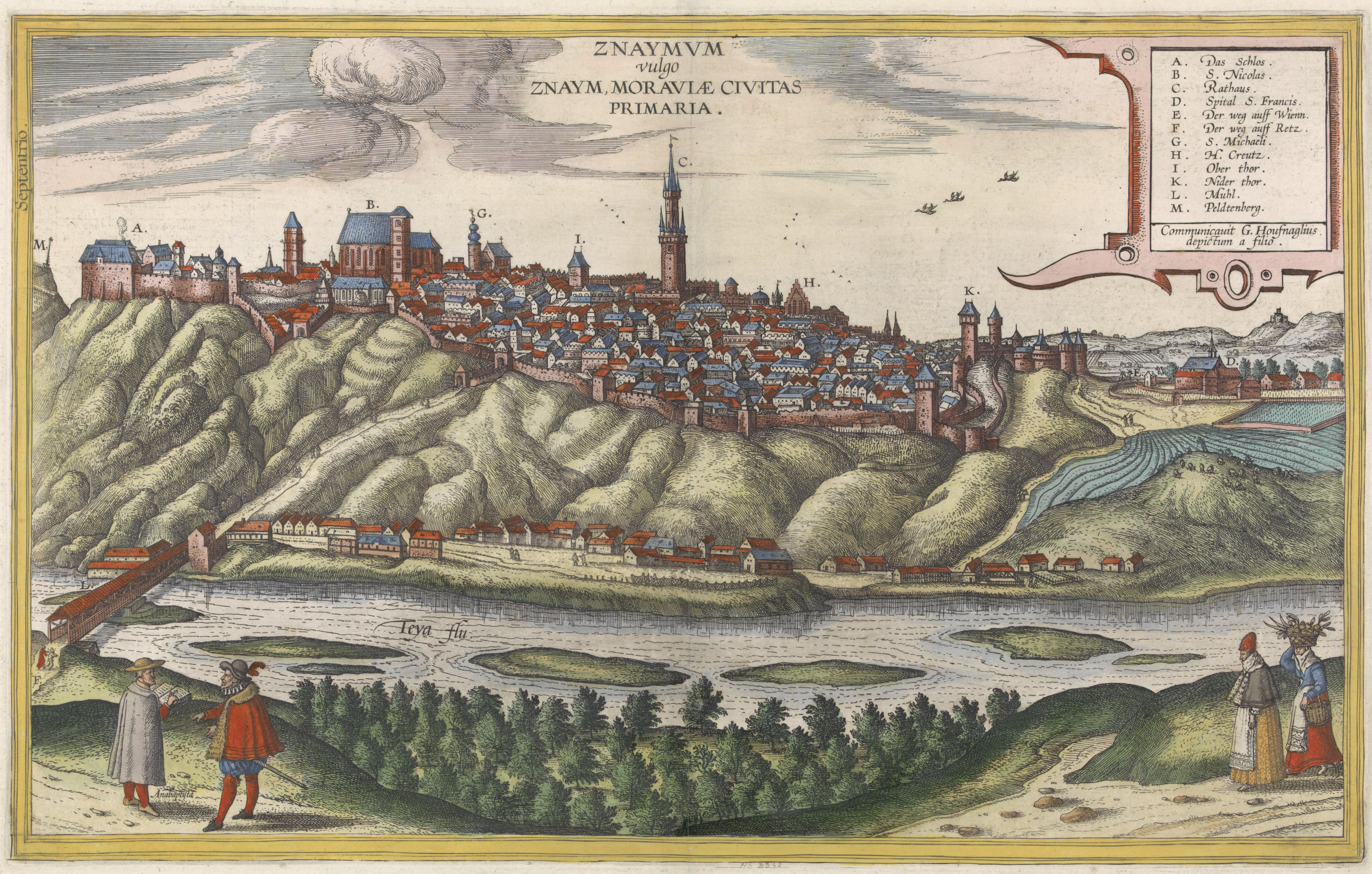
Znojmo, rytina dle kresby Jorise Hoefnagela, Civitates Orbis Terrarum, 1620

Po bitvě na Bílé hoře se ve městě v roce 1628 konal zemský sněm, na němž bylo pro Moravu vyhlášeno obnovené zřízení zemské, uzákoňující dědičnost Habsburků na českém trůnu a rekatolizaci. Roku 1645, za třicetileté války, dobyli zchudlé Znojmo během tří dnů Švédové pod velením generála Lennart Torstensona (1603–1651).

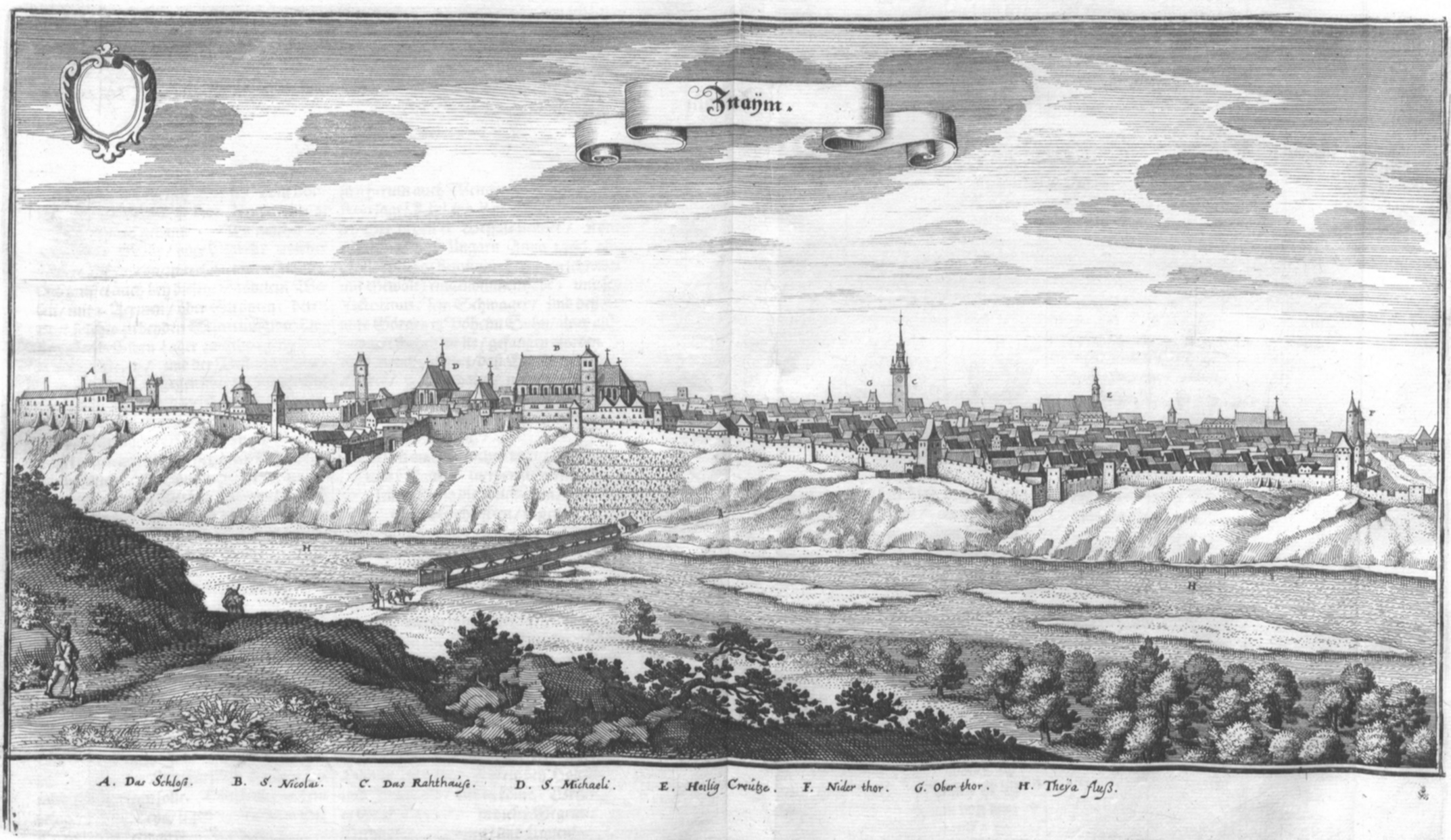
Pohled na Znojmo, rytina Matthäuse Meriana z roku 1650

Koncem 17. století bylo město postiženo velkou epidemií moru, která si vyžádala téměř 800 obětí. Později zasáhly Znojmo i napoleonské války, poprvé v roce 1805, kdy tudy prošli Rusové i Francouzi před bitvou u Slavkova, a podruhé roku 1809, kdy se v blízkosti Znojma odehrála bitva mezi rakouskými a francouzskými vojsky, známá jako bitva u Znojma. Znojemský hrad ztratil po porážce Turků u Vídně roku 1683 svůj strategický význam a ve zpustlém stavu jej císař Josef I. rozdělil: vnitřní hrad udělil jako léno Koruny české Maxmiliánovi Františkovi z Deblína a jeho bratrovi, kteří na troskách paláce vystavěli barokní zámek. Vnější hrad byl předán městu Znojmu, které zde založilo pivovar. Po vymření Deblínů roku 1784 připadl zámek zpět koruně české. Císař Josef II. zde roku 1787 umístil vojenskou nemocnici. Po roce 1865 tu byla vojenská kasárna, až v roce 1910 začalo stavbu využívat znojemské městské muzeum (dnes Jihomoravské muzeum ve Znojmě). Z původního hradu se zachovala pouze románská rotunda sv. Kateřiny, mocná obvodní hradba a gotické sklepení vnitřního hradu. Do roku 1892 stála u vstupu do vnějšího hradu z předhradí takzvaná Loupežnická věž.
Další rozvoj města Znojma nastal v 18. a 19. století v souvislosti s vybudováním císařských silnic do Brna, Prahy a Vídně, vybudováním propojovací Státní dráhy Vídeň–Hrušovany nad Jevišovkou–Brno s odbočkou na Znojmo (1870) a zejména Severozápadní dráhy Vídeň–Znojmo–Jihlava–Nymburk–Praha/Děčín (1871). Výstavba dráhy dala podnět k vypracování nadčasového, velmi kvalitního regulačního plánu, podle kterého se město začalo velmi rychle rozšiřovat, zejména směrem na východ k Novosadům, k údolí potoka Lesky a k novému nádraží. Na okružní silnici vzniklo zajímavé hvězdicové Mariánské náměstí, inspirované pařížským Place de l'Étoile. Výstavba dráhy umožnila rozvoj znojemského zelinářství a sadovnictví. Znojemská okurka se stala pojmem i v zahraničí.
Nalezení ložisek kaolinu přispělo k rozvoji keramického průmyslu ve městě. Keramická továrna Aloise Klammertha (+1878) od roku 1851 vyráběla hnědě glazovanou keramiku, bílou sanitární keramiku i fajáns. Nejvyššího rozkvětu dosáhla za spolupráce s vídeňskými výtvarníky z Uměleckoprůmyslové školy v 70. letech 19. století. Zdejší keramickou školu navštěvovali pozdější známí umělci, např. Hugo Lederer nebo Michael Powolny. Na továrnu následně navázal podnik Rudolfa Ditmara s názvem Ditmara, proslulý zejména strojní výrobou sanitární keramiky.
Byly zakládány četné parky, stavěly se nové školy, Albrechtova kasárna (později Žižkova), městská vodárna, židovská synagoga (1888), městské divadlo (1900), evangelický kostel či krajský soud s věznicí (1913–1919, dnes zde sídlí soud okresní).

### Historie v první polovině 20. století

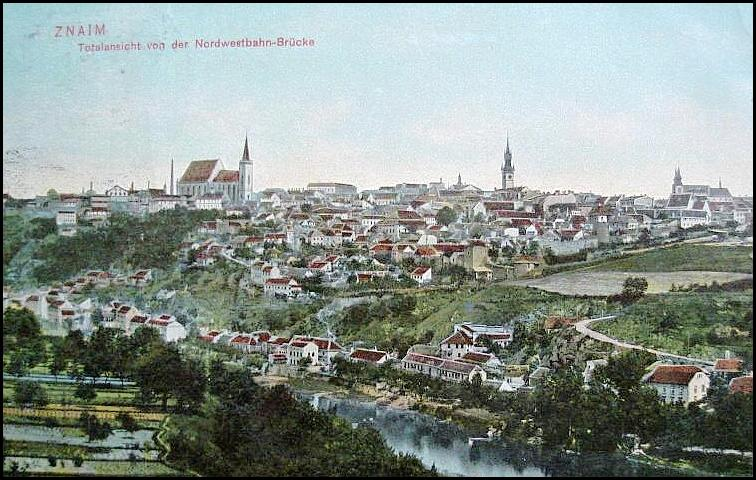
Znojmo před rokem 1909

Slibný rozmach města umrtvila první světová válka. Při rozpadu Rakousko-Uherska na podzim 1918 se Znojmo stalo centrem separatistického regionu Německé jižní Moravy, který se vzepřel připojení k nově vzniklému Československu a s odvoláním na Wilsonem deklarované právo na sebeurčení vyhlásil sounáležitost s Německým Rakouskem. Teprve vojenskou intervencí 16. prosince 1918 bylo Znojmo s okolím obsazeno československými jednotkami. Následoval mohutný příliv českého úřednictva do města a s tím související odchod části Němců, zejména z řad inteligence. Tak byla dosavadní majorita německého obyvatelstva ve městě vyrovnána na poměr 1:1. V roce 1920 byl starostou města zvolen první Čech – Dr. Josef Mareš. Díky jeho uvážlivé politice širokého konsensu se podařilo soužití mezi oběma národnostmi ve městě udržet v klidných mezích. Město tehdy oficiálně navštívil prezident Masaryk. Rozvoj města v meziválečném období byl i nadále díky masivní výstavbě obytných domů dynamický, přesto se město začalo poprvé ve své historii potýkat se syndromem města na periferii. Vznik celní hranice mezi ČSR a Rakouskem, redukce provozu na Severozápadní dráze a další centralistická opatření pražské vlády do značné míry omezily vývoz tradičních znojemských komodit do rozlehlé spádové oblasti v okolí Vídně a přispěly ke zchudnutí značné části obyvatel Znojma. Tento aspekt přispěl k silné radikalizaci německého obyvatelstva, zejména po vzniku Sudetoněmecké strany.
Mnichovskou dohodou z podzimu 1938 bylo Znojmo připojeno k hitlerovské Třetí říši. To vyvolalo exodus značné části Čechu, Židů a německých antifašistů ze Znojma do okleštěného zbytku republiky. Židovská synagoga byla uzavřena a později zbořena. Ve Znojmu žilo před válkou (1930) 675 osob židovského původu. Dne 4. srpna 2016 byly ve městě položeny první znojemské kameny zmizelých, tak zvané stolpersteine pro oběti holokaustu.
S koncem druhé světové války na jaře 1945 bylo Znojmo poškozeno několika nálety sovětských a amerických bombardérů. Přímý zásah dostala budova staré radnice, velké škody utrpělo vlakové nádraží. Německá branná moc město opustila těsně před příchodem Rudé armády (8. května 1945).
S příchodem Sovětů a obnovením československé státní moci došlo k divoké fázi odsunu německého obyvatelstva z města. První vlaky po obnovené trati z vnitrozemí přivážely stovky českých novousedlíků.
Nové pojmenování ulic. Vzhledem ku změněným poměrům bylo nutno přejmenovati některé ulice. Uvádíme pro informaci některé změny známých ulic: Brandtova ul. je přejmenovaná na Leninovu, Buchbergerova na Vančurovu, Ebner-Eschenbachové na Boženy Němcové, Gabelsbergerova na Janáčkovu, Götheova na Dominikánskou, Haberleova na Lidickou, Haukova tř. na Malinovského (generál RA), Jahnova na Titovu, Kalcherova na Kolárovu, Kernekerova na Roosweltovu, Leiningenova na Alšovu, Lutherova na Chelčického, Frant. Rapénové na Jarošovu, Sealsfieldovo nám. na Mikulášské nám., Schillerova na Ulici mládeže, Hübnerova na Horovu, Náměstí Švehlovo na Máchovo, Weindlova ul. К parku, Českých legií na Legionářskou.
Naše Demokracie, 29.06.1945
Později, ve fázi organizovaného odsunu, bylo německé obyvatelstvo internováno v prostoru nuceného pracovního tábora na Pražské třídě (dnes areál Policie ČR). Ve městě také v letech 1945–1948 zasedal mimořádný lidový soud. Během vlakových transportů v roce 1946 bylo odsunuto do amerického okupačního pásma v Německu na 15 tisíc znojemských Němců. Nové obyvatelstvo přicházelo zejména z oblasti Českomoravské vrchoviny a také z Hané, Valašska a Slovácka. Jednalo se o největší etnickou proměnu v dějinách města od 13. století.
V parlamentních volbách v roce 1946 zvítězila ve Znojmě na celé čáře kandidátka Komunistické strany Československa. Po komunistickém převratu v únoru 1948 došlo k postupnému uzavření hranic s Rakouskem. Znojmo se stalo tzv. hraničářským městem, „hrází proti imperialismu“. Ve středu 21. srpna 1968 zaplavily dnešní Masarykovo náměstí sovětské tanky T-54 s bílými invazními pruhy.

## Obyvatelstvo

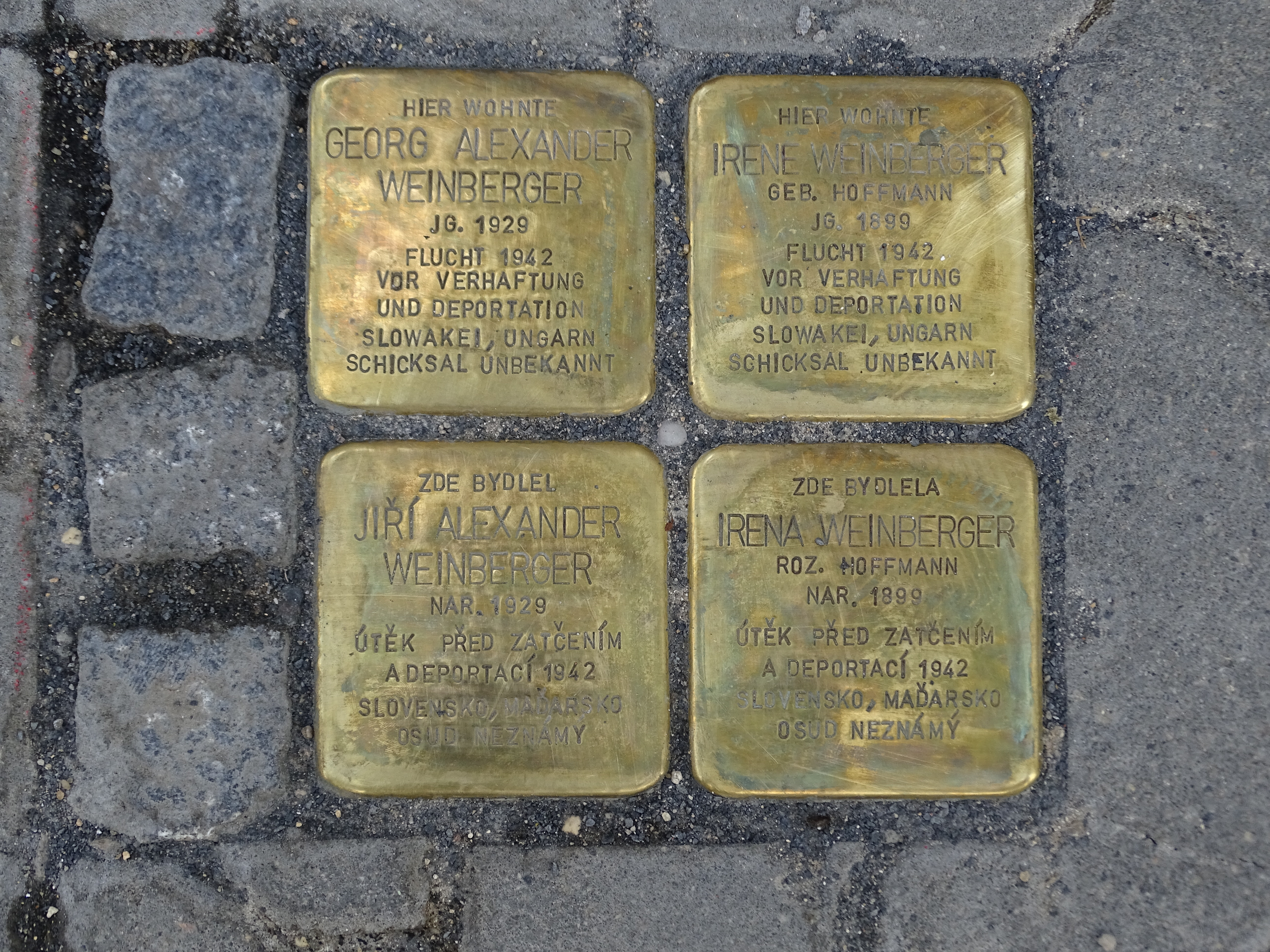
Stolpersteine pro dva členy rodiny Weinbergerů v ulici Rudoleckého 859/21

### Počet obyvatel
| Rok            | 1869            | 1880            | 1890            | 1900   | 1910   | 1921   | 1930            | 1950            | 1961            | 1970            | 1980            | 1991            | 2001   | 2011   | 2021   |
| -------------- | --------------- | --------------- | --------------- | ------ | ------ | ------ | --------------- | --------------- | --------------- | --------------- | --------------- | --------------- | ------ | ------ | ------ |
| Počet obyvatel | 15 606 a 10 415 | 18 740 a 12 254 | 21 153 a 35 758 | 23 316 | 25 840 | 25 993 | 30 794 a 25 855 | 25 146 a 21 696 | 27 456 a 23 929 | 29 645 a 26 133 | 34 550 a 39 271 | 36 134 a 39 158 | 35 758 | 34 122 | 33 736 |
| Počet domů     | 1 757           | 1 843           | 1 974           | 2 111  | 2 287  | 2 434  | 3 266           | 3 465           | 3 351           | 3 456           | 3 676           | 4 256           | 4 494  | 4 918  | 5 251  |

### Struktura obyvatelstva

Věková struktura obyvatel obce Znojmo roku 2011
Rodinný stav obyvatel obce Znojmo roku 2011
Vzdělání obyvatel obce Znojmo roku 2011

## Městská správa

### Části města

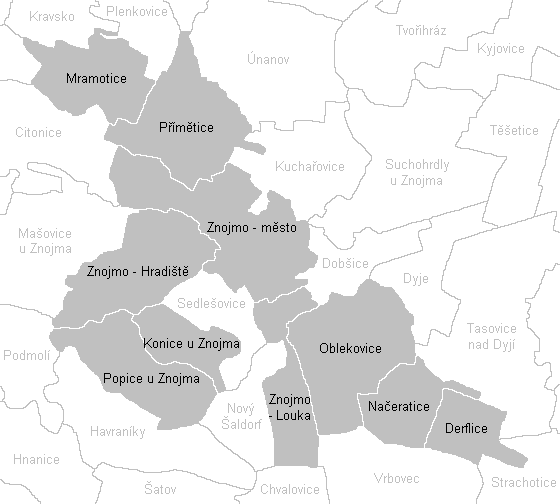
Katastrální území Znojma

- Znojmo (k. ú. Znojmo-město, Znojmo-Hradiště a Znojmo-Louka)
- Derflice (k. ú. Derflice)
- Kasárna (k. ú. Mramotice)
- Konice (k. ú. Konice u Znojma)
- Mramotice (k. ú. Mramotice)
- Načeratice (k. ú. Načeratice)
- Oblekovice (k. ú. Oblekovice)
- Popice (k. ú. Popice u Znojma)
- Přímětice (k. ú. Přímětice)

Součástí města byly dříve i obce Dobšice, Dyje, Kuchařovice, Nový Šaldorf-Sedlešovice a Suchohrdly, které dnes tvoří Svazek obcí Znojemsko.

### Městské symboly
Znak a vlajka byly městu původně uděleny rozhodnutím předsedy Poslanecké sněmovny Parlamentu České republiky dne 15. května 1994 a druhý získaly rozhodnutím předsedkyně PSP ČR dne 13. května 2022.

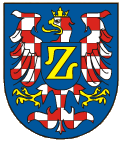
Znak města Znojmo (1994–2022)
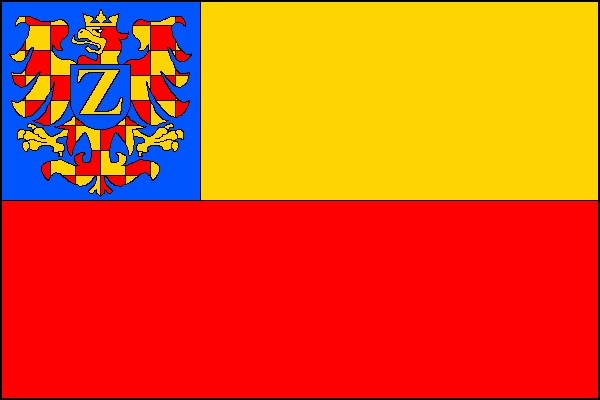
Vlajka města Znojmo (1994–2022) Poměr stran: 2:3

## Doprava

### Železniční doprava
Ve Znojmě je křižovatka železničních tratí:
- Znojmo-Okříšky, Břeclav-Znojmo, Znojmo-Retz.

### Silniční doprava
Znojmem prochází silnice I/38, která je součástí evropské silnici E59. Ve Znojmě se křižuje se silnicí I/53 (Znojmo-Pohořelice) a se silnicí II/413, která vede od Ivančic přes Moravský Krumlov a Znojmo k hraničnímu přechodu Hnanice / Mitterretzbach.

## Kultura

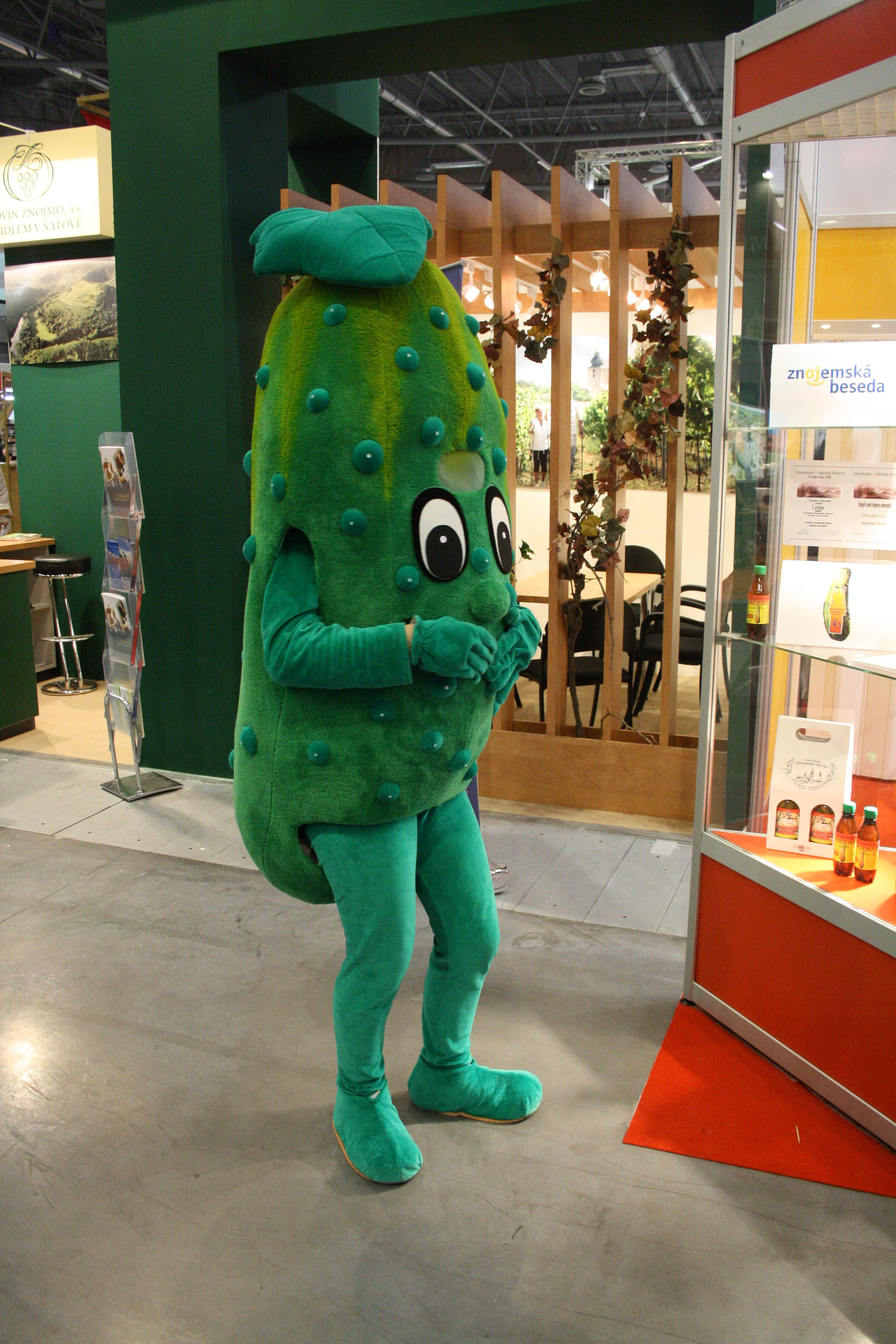
Maskot města Znojma – znojemská okurka

V roce 2005 vznikl Hudební festival Znojmo, který se od té doby rozrůstá a prodlužuje.[zdroj?] Každý ročník je zaměřen na jiného skladatele a s tím souvisí i obměna podtitulů festivalu (Na Händela Bacha, (ne)vinná degustace Mozarta, Ludwig wein Beethoven, In vino Vivaldi). V roce 2008 vznikl jako součást Hudby Znojmo další festival, Znojmo Jazz Fest a v roce 2009 následoval VOC festival Znojmo s podtitulem „dny folkloru a originálních znojemských vín“.[zdroj?]

### Znojemské vinobraní
Každoročně, od roku 1966 do roku 1974 a od roku 1990 až doposud, ve Znojmě probíhá Znojemské vinobraní, spojené s prodejem vína aj. produktů a kulturními akcemi. V letech 1974 až 1989 bylo Znojemské vinobraní zakázáno komunistickým režimem.

## Zemědělství a vinařství
Znojmo je proslulé nakládanými okurkami, v originálním sladkokyselém a kořeněném nálevu, jejichž pěstování na Znojemsku zavedl roku 1571 loucký opat Jiří II. Ty jsou také přísadou lokálních specialit, kterými jsou např. Znojemská roštěná či Znojemský guláš.
Díky příhodným klimatickým podmínkám se ve městě daří vinařství a ovocnářství. Dnes se město stalo opětovně centrem vinařství a cílovým místem milovníků přírody, a to zejména zásluhou Národního parku Podyjí. Znojmo je vinařskou obcí ve Znojemské vinařské podoblasti (viniční tratě Kraví hora, Načeratický kopec, Pod lesem, Třešňovka, Hajden, U sv. Urbana, Horní Leska, Křivánky, Za křížem, Gránice, Rajská zahrada, Lajtny).

## Sport
Ve městě působí fotbalový klub 1. SC Znojmo založený v roce 1953. Hraje Moravskoslezskou fotbalovou ligu (třetí ligová úroveň). Má na svém kontě i jednu sezónu v nejvyšší soutěži (2013/14). Své domácí zápasy hraje na Městském stadionu v Horním parku, který má kapacitu 2599 diváků. 

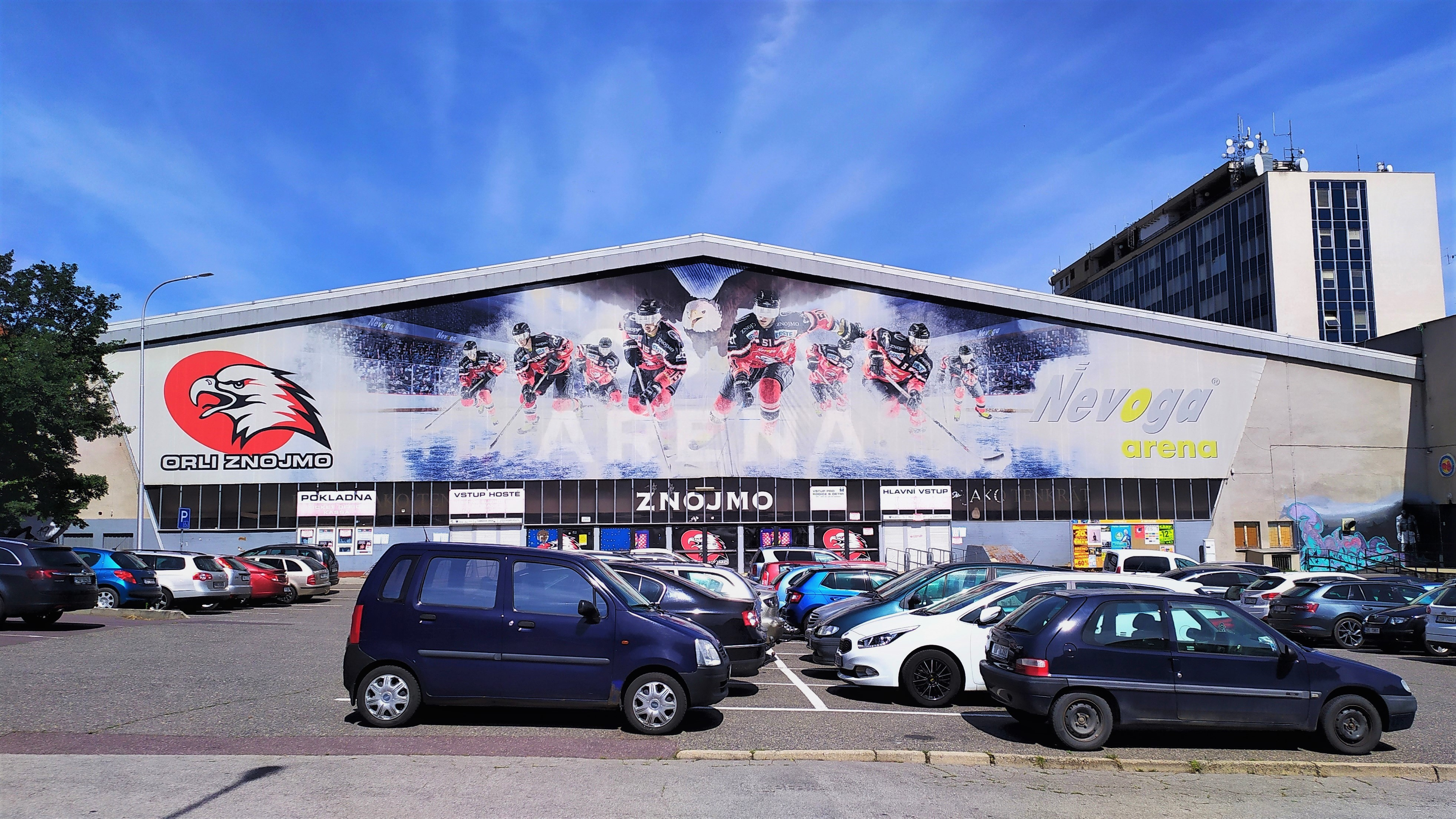
Znojemský hokejový stadion - Nevoga aréna

Ve městě funguje i profesionální klub ledního hokeje Orli Znojmo. V letech 2011-2020 a 2021-2022 hrál v mezinárodní rakouské hokejové lize. V sezóně 2015/16 v ní bral stříbro. V české nejvyšší soutěži strávil deset sezón (1999-2009). V ročníku 2005/06 skončil na třetím místě. Od roku 2023 působí ve druhé nejvyšší české soutěži. Své domácí zápasy hraje v Nevoga aréně s kapacitou 4800 diváků. Ke slavným hráčům minulosti patří Jiří Dopita, Petr Kaňkovský nebo Marek Uram. V sezoně 2004/05 přilákala výluka v NHL do Znojma známé hráče jako Tomáš Vokoun, Martin Havlát, Karel Rachůnek a Patrik Eliáš.
Mezi historicky nejstarší a tradiční sporty patří basketbal. V současné době se veškerá činnost tohoto oddílu soustřeďuje do TJ Znojmo, oddíl basketbalu a zaměřuje se především na práci s mládeží. Významným klubem je TJ plavání Znojmo, který vychoval 6 účastníků OH, medailisty z Mistrovství světa a Mistrovství Evropy.[zdroj?] Mezi nejúspěšnější patří Olga Šplíchalová, a vlajkonoš z OH 2004 Atény Květoslav Svoboda. Dalším významnějším klubem ve Znojmě je florbalový TJ Znojmo Laufen CZ, který v letech 2008–2010 a 2017–2019 hrál nejvyšší soutěž mužů a od roku 2019 hraje 1. ligu. Klubem, který hraje extraligu a má základnu ve Znojmě, je i korfbalový klub TJ Znojmo, oddíl korfbalu. Ve městě působí také dva vodácké oddíly, a to TJ Znojmo – Oddíl kanoistiky a Vodácký oddíl Neptun. Vodácký oddíl Neptun provozuje od roku 2010 Centrum volnočasových aktivit Stará Vodárna, a to v rámci dotačního programu Evropské unie.
Od roku 2009 ve Znojmě také působí tým amerického fotbalu TJ Znojmo Knights, který je od roku 2012 členem ČAAF.

## Pamětihodnosti

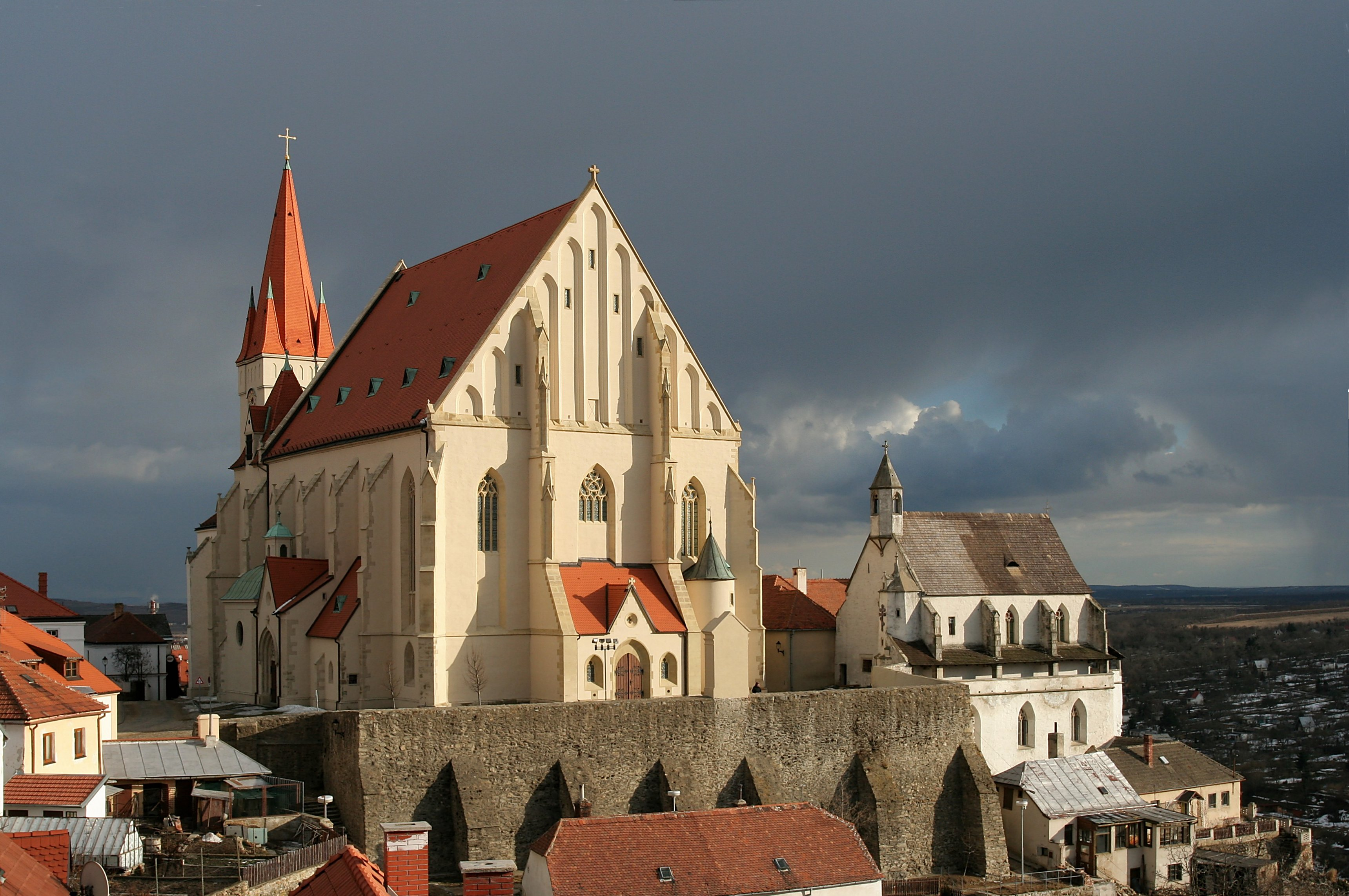
Mikulášské náměstí, vlevo kostel svatého Mikuláše, vpravo Svatováclavská kaple

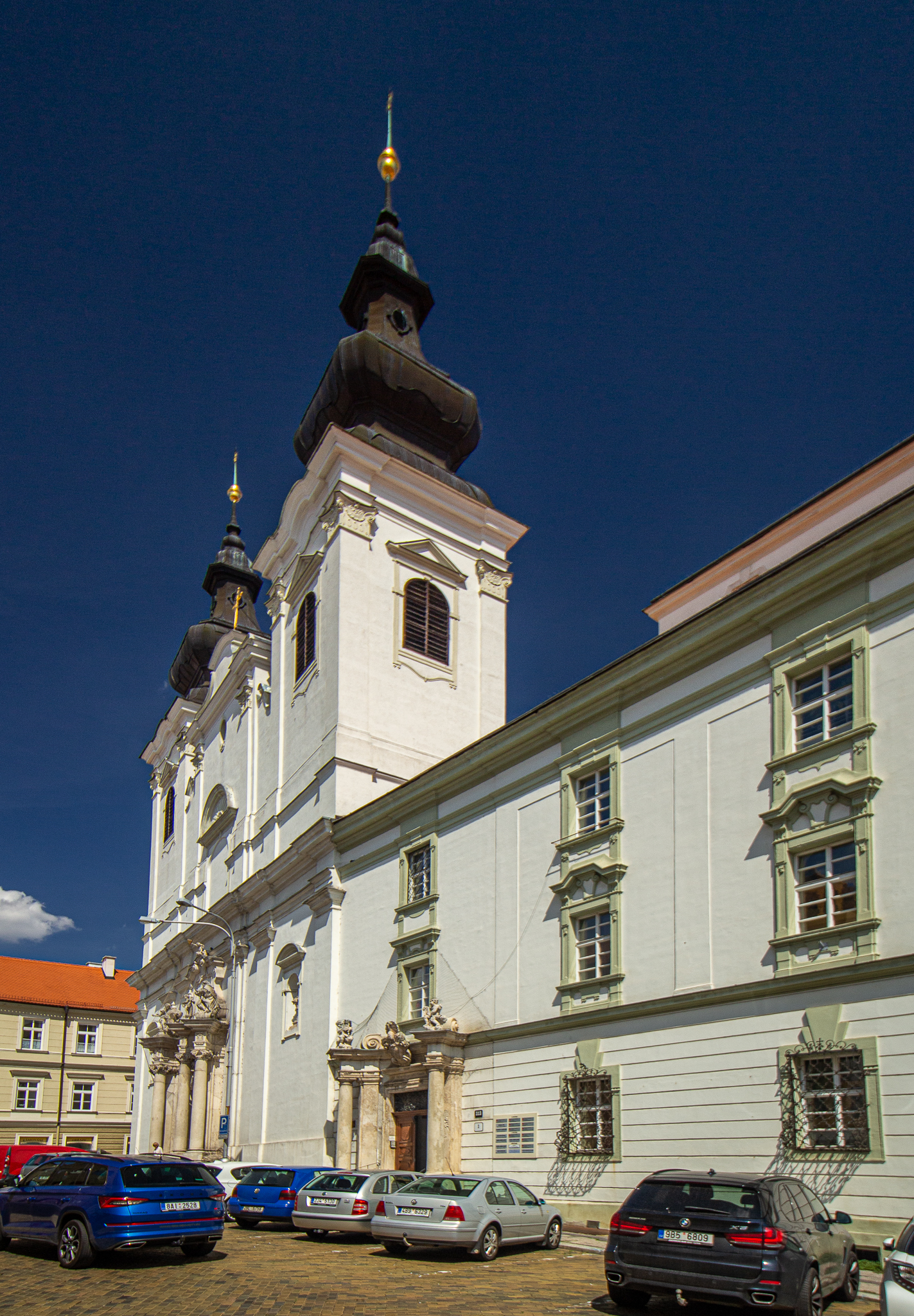
Kostel Nalezení svatého Kříže s dominikánským klášterem

Ve městě Znojmě se nachází mnoho památek, z nichž jsou některé zapsány i do seznamů kulturních památek ČR. Samotné město Znojmo je městskou památkovou rezervací, ve městě se nachází i národní kulturní památka České republiky – rotunda svaté Kateřiny z 12. století, ta je památkově chráněna z důvodu zachovalých nástěnných maleb z roku 1134, jež zobrazují přemyslovskou rodovou pověst a podobizny vládnoucích přemyslovských knížat a králů a také podobizny moravských údělných knížat. Další národní kulturní památkou je znojemská radnice. Kromě toho se ve městě nachází dalších 215 nemovitých kulturních památek Česka. Mezi nejznámější tyto památky patří znojemské kostely, kostel Nalezení svatého Kříže s dominikánským klášterem, Loucký klášter a další bývalé kláštery, měšťanské domy a další památky.
Mezi významné památky patří i znojemský hrad nad údolím Gránického potoka, rozsáhlé několikapatrové Znojemské podzemí z 13. až 17. století, Sealsfieldův kámen položený k památce spisovatele Charlese Sealsfielda či radniční věž v blízkosti Masarykova nám., postavená Mikulášem ze Sedlešovic. Na Starém městě najdeme také Václavské náměstí s barokní kašnou a sochou svatého Václava. Z městských domů vynikají např. Althanský, Daunův nebo Ugartův palác.
Radnice města Znojma nabízí na svých stránkách iniciativu 77 divů Znojma, jež má podporovat turistický ruch a zobrazovat tak památky dělené do několika skupin, tyto památky jsou prezentovány na různých veletrzích cestovního ruchu či v městských tiskovinách. Rozvoji turistického ruchu po krajině i po památkách ve Znojmě a okolí také napomáhají různé cyklostezky či vinné stezky, město Znojmo podporuje několik projektů k rozvoji turistického ruchu. Ve městě Znojmě se nachází 7. zastavení trojstátní trasy poutních míst nazvané Kristkova podyjská glyptotéka.
V blízkosti historického jádra města se nachází hráz vodní nádrže Znojmo.

### Zaniklé stavby
Uvnitř kláštera klarisek stávala Loretánská kaple, založená roku 1713. Po josefinských reformách byl klášter zrušen a Santa Casa roku 1829 zbořena.

## Osobnosti

### Rodáci
- Jiří Fukač (1936–2002), český muzikolog, profesor Masarykovy univerzity
- Pavel Balík (1950–2017), starosta Znojma (1994–2006), poslanec, radní
- Marta Bayerová (* 1956), senátorka, zastupitelka
- Konrád II. Ota (1136 nebo 1141–1191), český kníže, markrabě moravský
- Jan Lahofer (1732–1806), umělecký truhlář
- František Julián von Braida (1654–1729), kanovník
- Oskar Pafka (1896-1949), malíř a grafik
- Johann Brantner (1827–1904), starosta Znojma, obchodník
- Pavel Brunclík (* 1950), fotograf
- Anton Buchberger (1792–1880), poslanec Moravského zemského sněmu, první starosta Znojma
- Tomáš Cihlář (* 1987), fotbalista
- Marta Dancingerová (* 1991), herečka
- Jiří Drápela (* 1946), poslanec České národní rady a Poslanecké sněmovny, genealog
- Jan Tomáš Fischer (1912–1957), sochař, medailér
- Milan Fridrich (* 1979), florbalista
- David Gránský (* 1992), český zpěvák a herec
- Ondřej Kacetl (*1990), český hokejový brankář týmu HC Oceláři Třinec
- Michael Grübler (1814–1885), poslanec Říšské rady a Moravského zemského sněmu, místní zastupitel
- Johann Haase (1837–1904), poslanec Říšské rady, Moravského zemského sněmu, starosta Znojma, obchodník
- Lubomír Emil Havlík (1928–2000), historik
- Antonín Hladký (1926–2005), kněz, politický vězeň
- Ivo Hlaváček (1926–2008), sládek, ředitel podniku Západočeské pivovary (dnešní Plzeňský Prazdroj)
- Miroslav Hrabě (* 1981), herec
- Jan Hrnčíř (1910–1967), účastník zahraničního odboje během druhé světové války, pilot 311. československé bombardovací peruti RAF
- Vlastimil Hrubý (* 1985), fotbalový brankář
- Veronika Chmelířová (* 1986), modelka, II. vicemiss ČR 2007
- Anton Jungnickl (1814–1886), lesník, starosta Znojma
- Julie Jurištová (* 1955), herečka
- Ondřej Kacetl (* 1990), hokejový brankář, vítěz extraligy ledního hokeje
- Pavel Kafka (* 1949), diplomat, podnikatel
- Zbyšek Kaššai (* 1962), lékař, bývalý starosta Znojma
- Robert Knebl (* 1979), sociální pedagog, streetworker a sociální pracovník
- Emil Kotrba (1912–1983), malíř, grafik
- Kamila Kopřivová, rabínka
- Hugo Lederer (1871–1940), německý sochař
- Jan Leitner (* 1953), atlet (skok do dálky)
- Bohuš Pavel Alois Lepař (1854–1927), právník, novinář, spisovatel
- Steve Lichtag (* 1954), režisér, cestovatel, spisovatel
- Božena Krejčová (1928-2021), malířka
- Mojmír Melan (1922–2000), kněz, kanovník
- František Novotný (* 1964), houslista
- Dušan Němec (1928–2001), český mineralog, geochemik a petrolog
- Eduard Oberwimmer (1845–1923), hoteliér, poslanec Moravského zemského sněmu
- Michal Ordoš (* 1983), fotbalista
- Jiří Orság (* 1989), vzpěrač, mistr Evropy
- Jan Otruba (* 1983), režisér, scenárista, kameraman, producent
- Jaroslav Peška (* 1960), archeolog, pedagog
- Daniela Písařovicová (* 1978), moderátorka
- Leopold Pokorný (1904–1937), interbrigadista, funkcionář
- Viliam Poltikovič (* 1958), dokumentarista, spisovatel
- Martina Preissová (* 1975), herečka
- Petr Rajnoha (* 1974), varhaník, cembalista
- Gerard Radnitzky (1921–2006), německo-švédský humanitní vědec
- Petr Rosol (* 1964), hokejista
- Bohumil Samek (1932–2022), historik
- Libor Sečka (* 1961), diplomat, velvyslanec
- Jitka Schneiderová (* 1973), herečka
- Vítězslav Schrek (* 1970), hejtman Kraje Vysočina
- Petr Spilka (* 1952), poslanec Sněmovny lidu Federálního shromáždění ČR, tiskový mluvčí JEDU
- Anna Spitzmüller (1903–2001), historička umění a kurátorka
- Květoslav Svoboda (* 1982), plavec, vlajkonoš české výpravy na LOH 2004
- Jana Šilerová (* 1950), duchovní a biskupka Církve československé husitské
- Pavel Švanda (* 1936), spisovatel, emeritní profesor JAMU
- Ladislav Tondl (1924–2015), logik, profesor Masarykovy univerzity, filozof
- Matouš Trmal (* 1998), fotbalový brankář
- Elisabeth Tschermaková-Woessová (1917–2001), botanička
- Karel Veselý (* 1976), hudební publicista
- František Vicena (1933–1984), herec, pedagog
- Jaromír Volný (* 1946), senátor
- Josef Wandrasch (1804–1874), lékárník, starosta Znojma
- Záviš (* 1956), zpěvák, písničkář a básník
- Carla Zawischková-Ossenitzová (1888–1961), histoložka, embryoložka a vysokoškolská profesorka
- Petr Žák (1944–2020), archivář, divadelní ochotník, pedagog

### Další osobnosti
- Jindřich Bartoš (* 1955), monsignore, papežský kaplan
- Jan Zahradníček (1905-1960), český křesťanský spisovatel. Vězněn ve Znojemské věznici v letech 1951-1952
- Miroslav Donutil (* 1951), herec, moderátor, bavič a zpěvák
- Anton Glasner (1802–1871), pojišťovací živnostník, starosta Znojma, poslanec Moravského zemského sněmu
- Josef Glaßner (1810–1890), továrník, starosta Znojma
- Mikolas Josef (* 1995), písničkář, producent, zpěvák
- Jiří Kacetl (* 1976), historik, zastupitel města Znojma
- Karel von Kopal (1788–1848), c. k. plukovník, hrdina napoleonských válek a války proti Piemontu 1848
- Rudolf Krautschneider (* 1943), publicista, ilustrátor, námořník a dobrodruh
- Adam Plachetka (* 1985), operní pěvec
- Alfons Mucha (1860-1939), český malíř, grafik, fotograf, výtvarník. Autor slavné kompozice Slovanská epopej.
- Charles Sealsfield (1793–1864), spisovatel
- Jan Vlk (1822–1896), právník, buditel a básník

## Fotogalerie

Kostel svatého Mikuláše s kaplí svatého Václava a údolí řeky Dyje
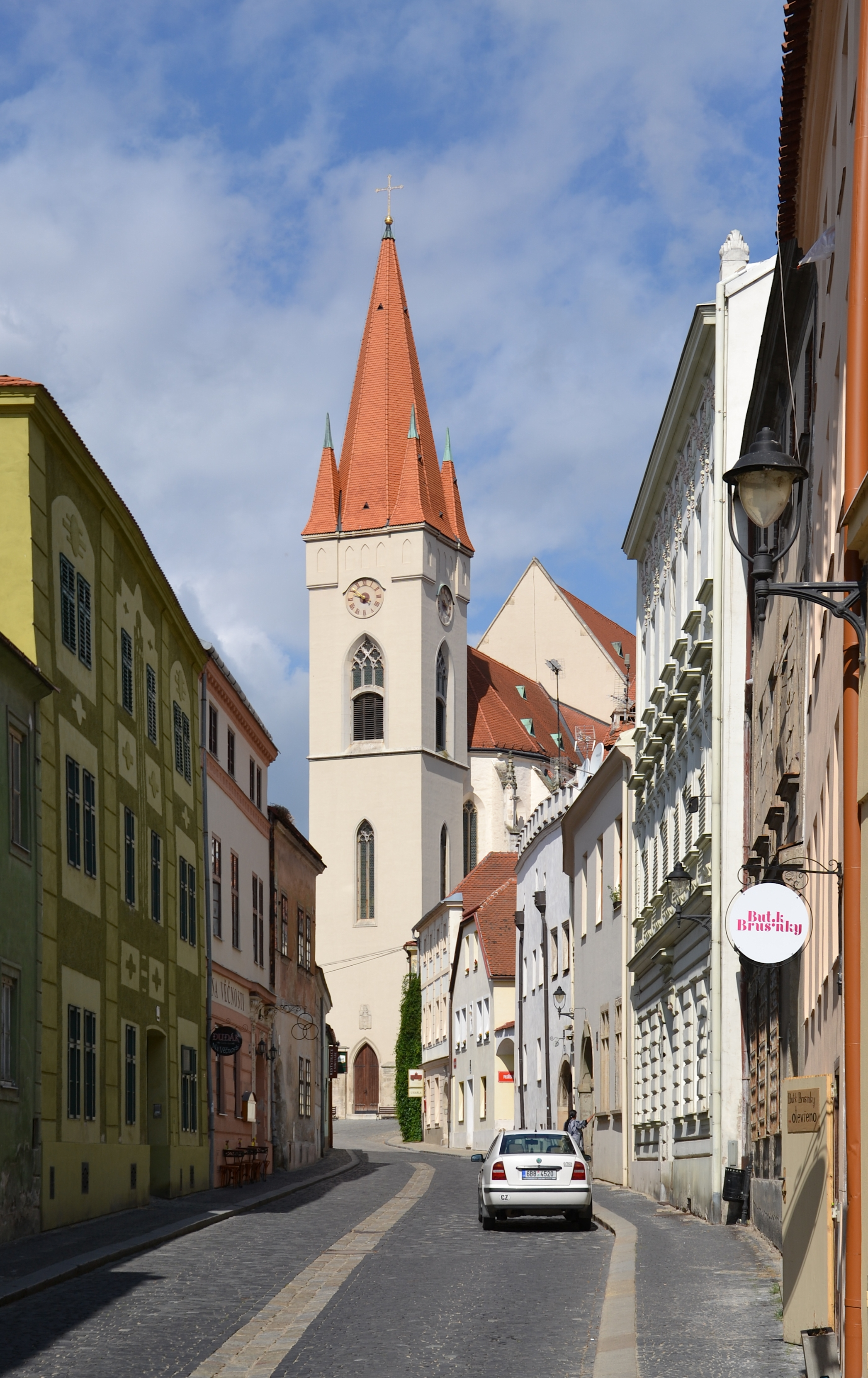
Ulice Velká Mikulášská
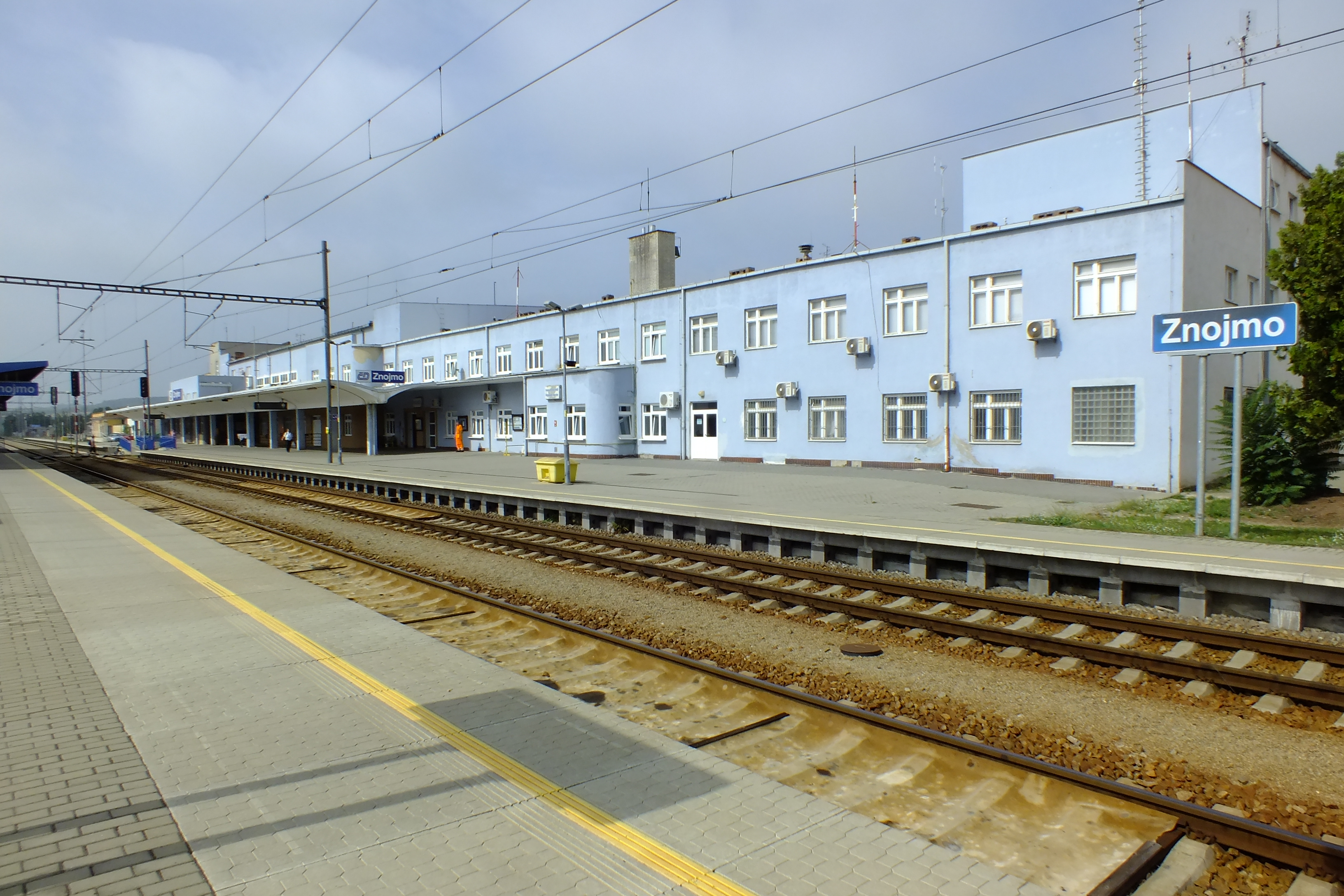
Železniční stanice
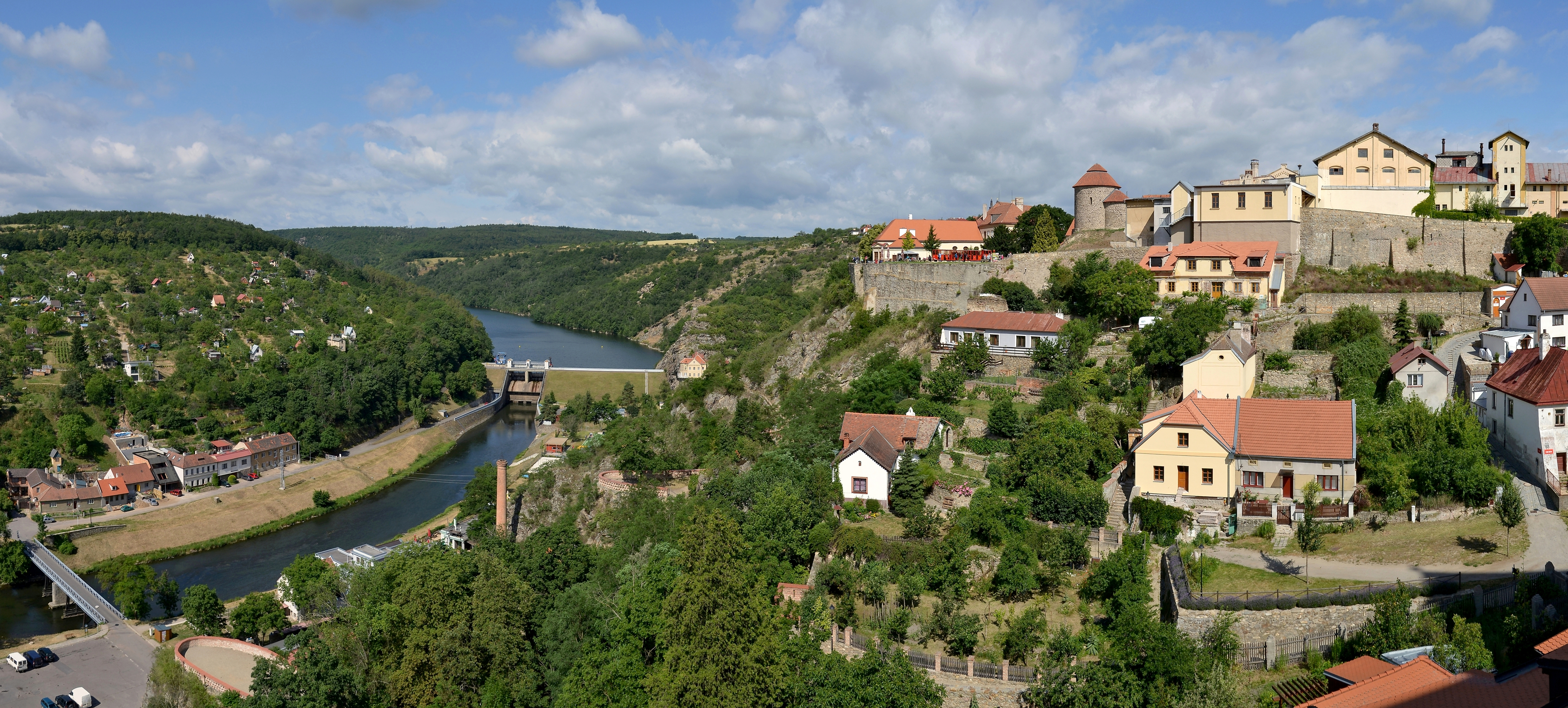
Přehrada, areál znojemského hradu a pivovaru
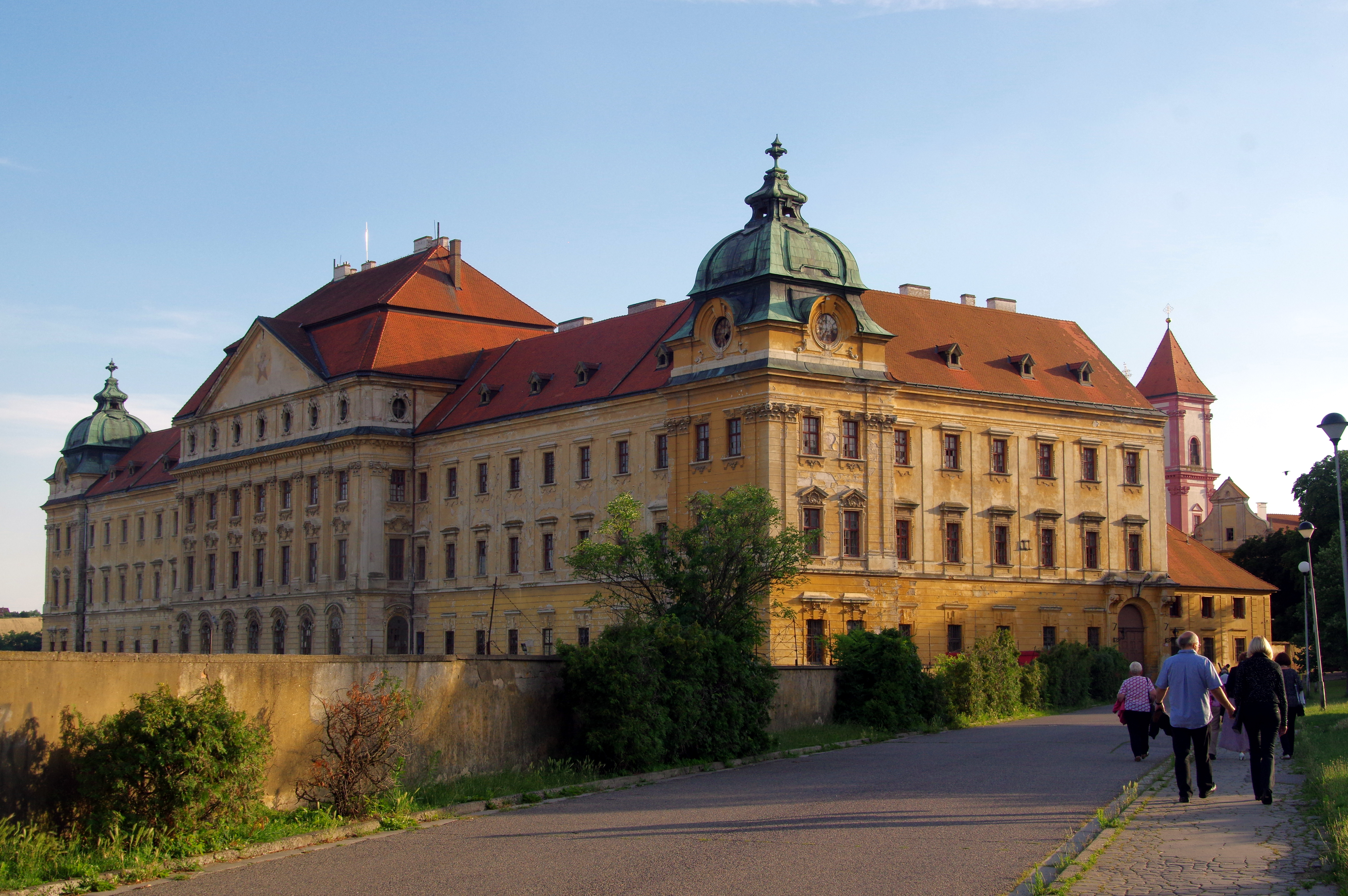
Loucký klášter
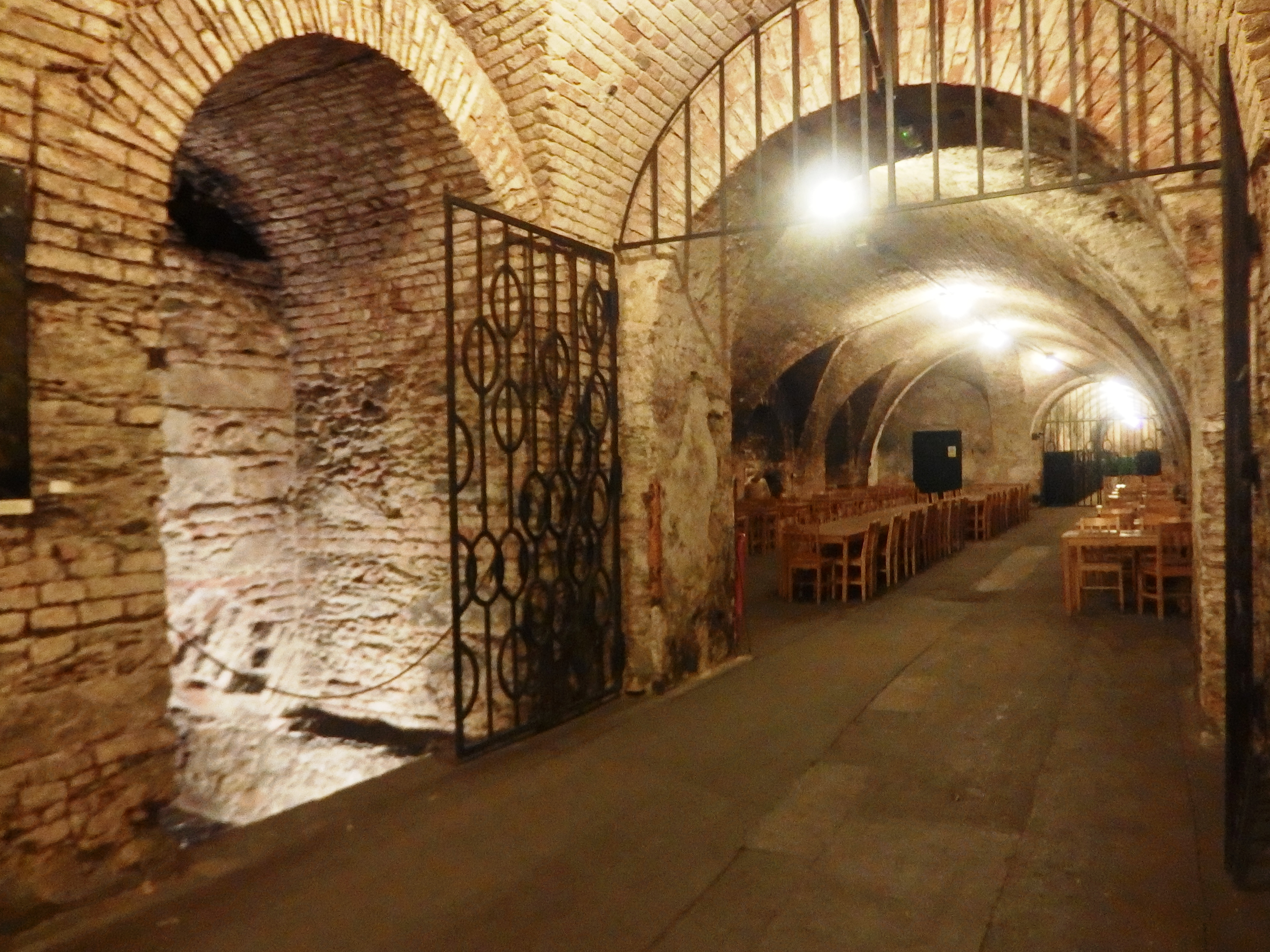
Znojemské vinné sklepy
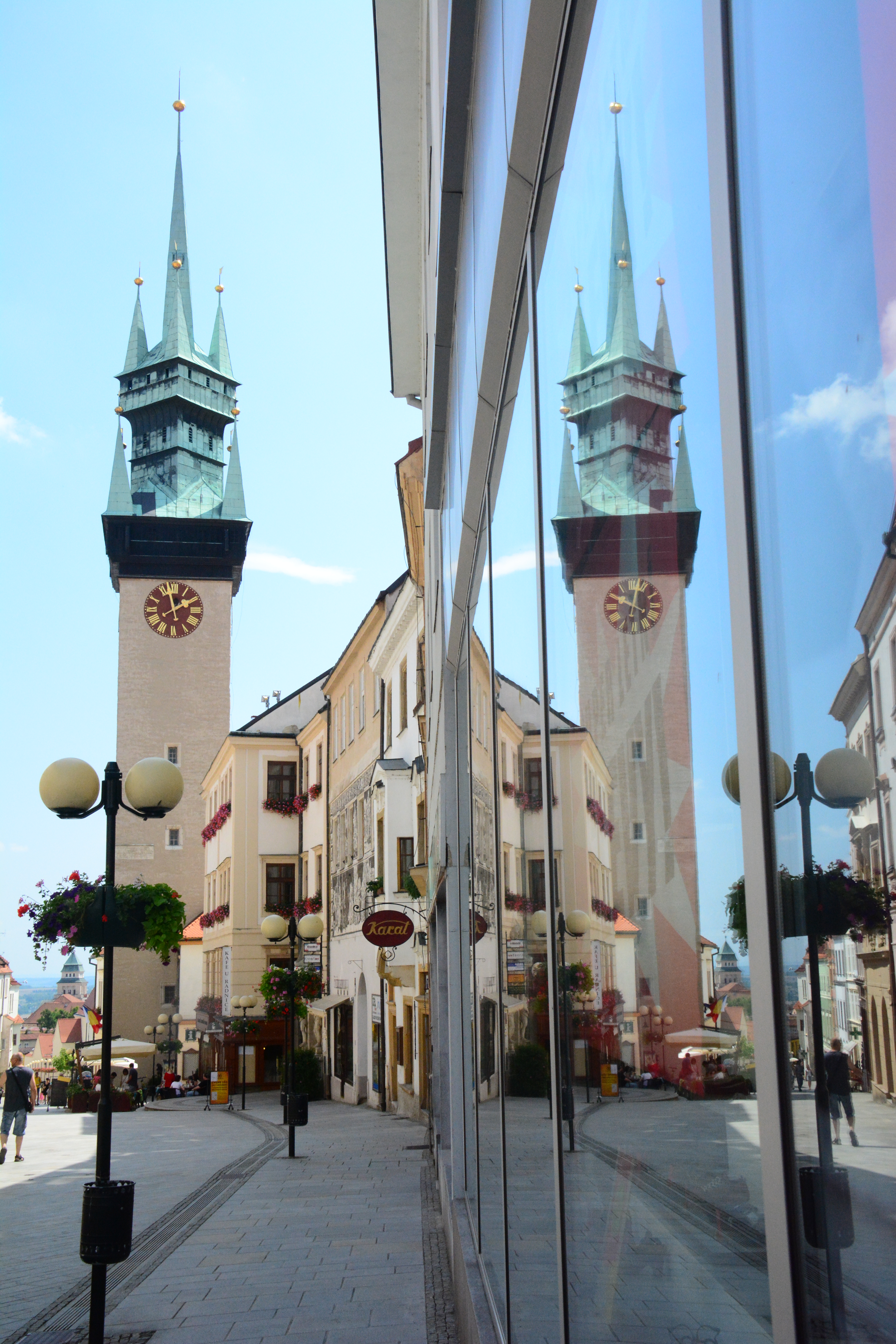
Radniční věž na Obrokové ulici
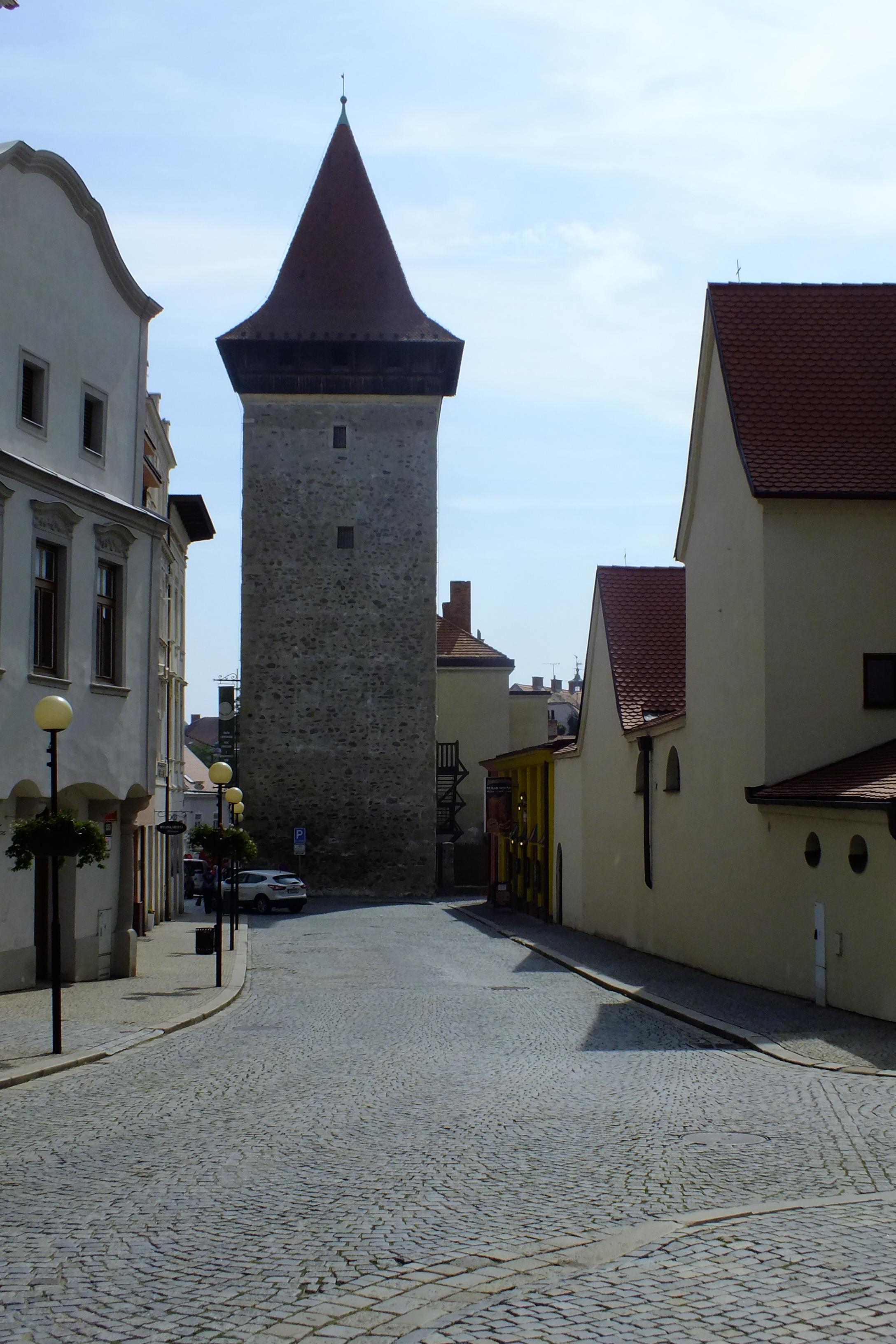
Vlkova věž, součást někdejší Dolní brány
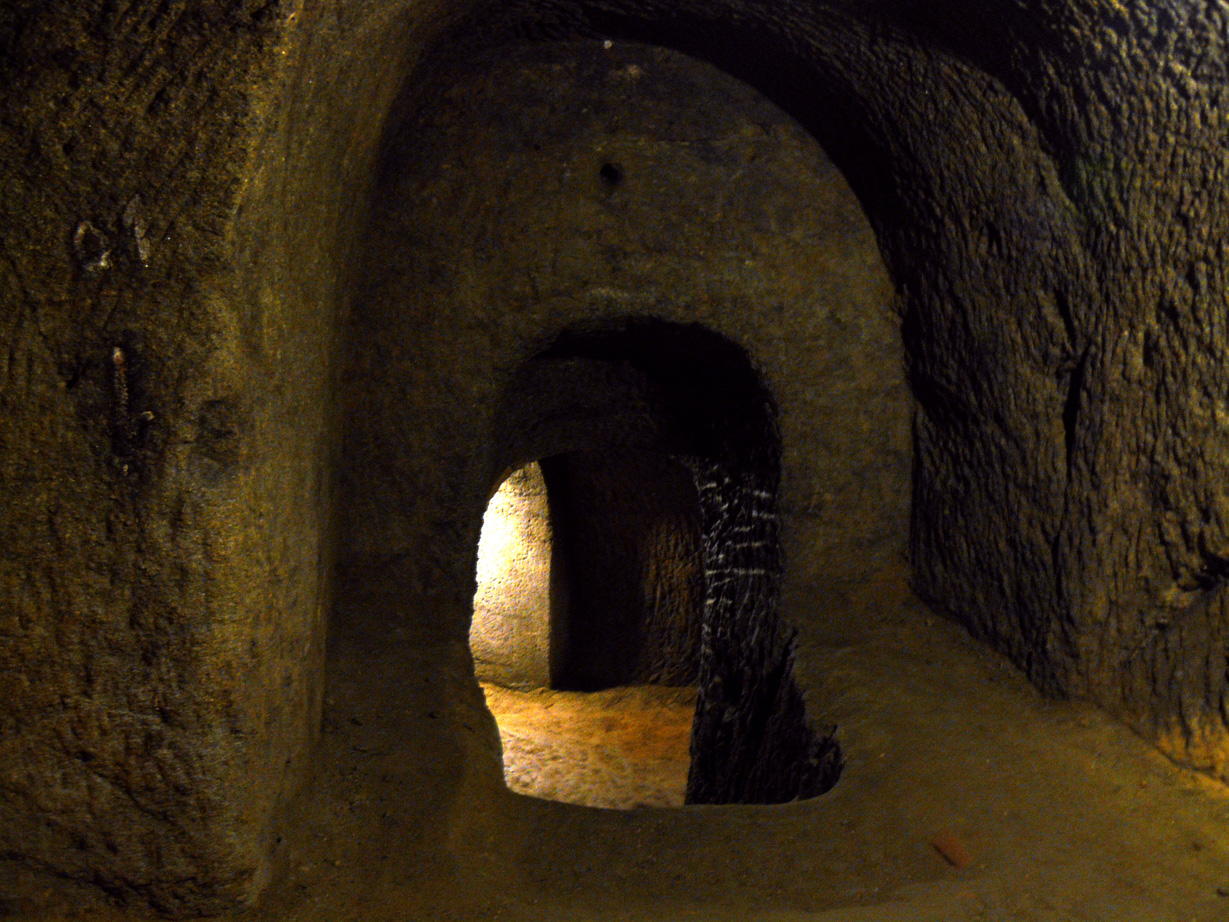
Znojemské historické podzemí
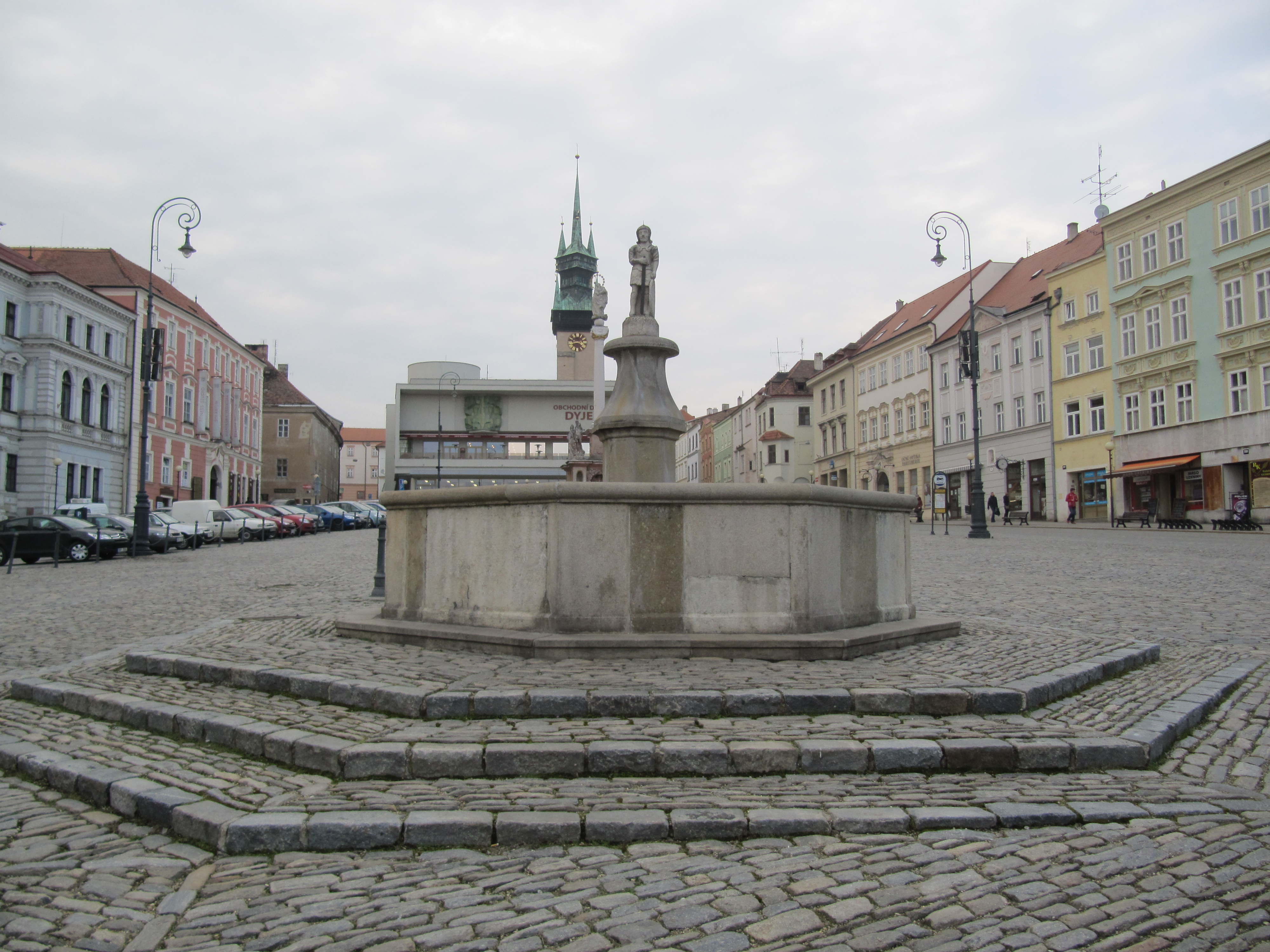
Masarykovo (Dolní) náměstí

## Partnerská města
- Chrudim, Česko
- Nové Zámky, Slovensko
- Ružinov (místní část Bratislavy), Slovensko
- Strzegom, Polsko
- Pontassieve, Itálie
- Trento, Itálie
- Torgau, Německo
- Retz, Rakousko
- Makarska, Chorvatsko